# Sphaenorhynchus bromelicola
Sphaenorhynchus bromelicola är en groddjursart som beskrevs av Werner C.A. Bokermann 1966. Sphaenorhynchus bromelicola ingår i släktet Sphaenorhynchus och familjen lövgrodor. IUCN kategoriserar arten globalt som otillräckligt studerad. Inga underarter finns listade i Catalogue of Life.